# Остеофит
Остеофит (от др.-греч. ὀστέον — кость, и φυτόν — расти) — патологический нарост (экзостоз), который образуется по краям суставов. Не следует путать с энтезофитом, который представляет собой костные выступы, которые образуются в месте прикрепления сухожилия или связки. Остеофит не всегда отличается каким-то определенным образом от экзостоза, хотя во многих случаях существует ряд отличий. Остеофиты обычно внутрисуставные, то есть находятся в суставной капсуле. Как правило, это краевое разрастание кости, подвергающейся деформирующим нагрузкам, или вследствие нарушения обмена кальция в костной ткани. Обычно развитие остеофитов сопровождается ограничением подвижности и развитием болей. Разрушение и отрыв остеофита может приводить к блокировке движения в суставе (суставная мышь).
Остеофиты в процессе эволюции оказались в числе прочего полезны и тем, что в случае невозможности полноценной регенерации разрушающегося сустава, хотя бы ограничивают его движения, замедляя его дальнейшее разрушение.
Может развиваться до такого состояния, что часть тела не сможет двигаться.

## Причина

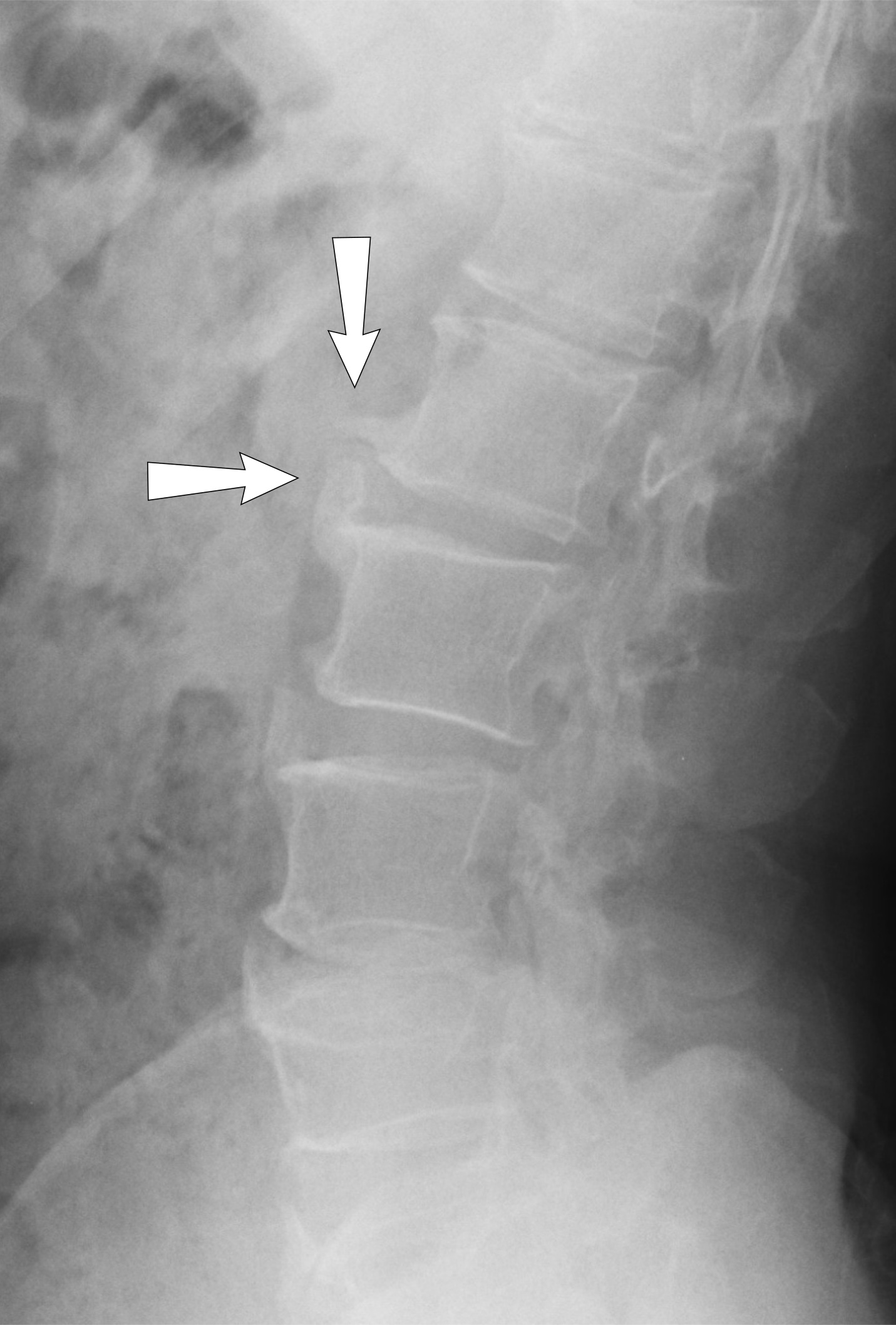
Рентген, показывающий остеофиты спондилёза поясничных позвонков.

Ряд процессов формирования костей связан со старением, дегенерацией, механической нестабильностью и болезнями (такими как диффузный идиопатический гиперостоз скелета). Формирование остеофитов классически связывали с последовательными и косвенными изменениями в таких процессах. Часто остеофиты образуются в суставах, страдающих остеоартритом, в результате повреждения и износа от воспаления. Кальцификация и образование новой кости также могут возникать в результате механического повреждения суставов. В основном остеофиты возникают на поверхностях костей стоп (в частности в виде пяточных шпор) и рук. Остеофит может явиться следствием патологического процесса, сопровождающего некоторые заболевания (например остеомиелит или диабет).

## Патофизиология
Остеофиты образуются из-за увеличения площади поверхности поврежденного сустава. Чаще всего это происходит с самого начала артрита. Остеофиты обычно ограничивают подвижность суставов и обычно вызывают боль.
Остеофиты естественным образом образуются на задней поверхности позвоночника с возрастом и являются клиническим признаком дегенерации позвоночника. В этом случае остеофиты обычно не являются источником болей в спине, а являются признаком основной проблемы. Однако остеофиты позвоночника могут поражать нервы, которые от него отходят к другим частям тела. Это может вызвать боль как в верхних, так и в нижних конечностях, а также ощущение онемения или покалывания в руках и ногах, так как нервы обеспечивают чувствительность своих дерматомов.

Остеофиты пальцев рук и ног известны как узлы Гебердена (если они находятся на дистальном межфаланговом суставе) или узлы Бушара (если на проксимальных межфаланговых суставах).

## Лечение
Обычно бессимптомные случаи не лечат. Нестероидные противовоспалительные препараты и хирургическое вмешательство - два типичных варианта в случаях, требующих лечения.